# Jenny Herz
Jenny Herz (fl. XX secolo) è stata una pattinatrice artistica su ghiaccio austriaca. Ha vinto due medaglie d'argento al Campionato del mondo, nel 1906 e nel 1907. È stata la prima donna a eseguire una trottola bassa.

## Palmarès
| Evento              | 1906 | 1907 |
| ------------------- | ---- | ---- |
| Campionati mondiali | 2°   | 2°   |